# ナジュード・アリ
ナジュード・アリ（アラビア語: نجود علي 、1998年 - ）は、イエメンの強制結婚と児童婚における反対運動の中心人物である。
わずか10歳のころに伝統を破って離婚したことで知られる。2008年11月、グラマーはナジュードをその年のウーマン・オブ・ザ・イヤーに選出し、その行動はヒラリー・クリントンやコンドリーザ・ライスなどの著名な女性からも称賛されている。その体験をもとに、フランス人ジャーナリストのデルフィーヌ・ミノウイによる代筆で2009年に「I Am Nujood, Age 10 and Divorced.」を出版している。
彼女の弁護士、シャダ・ナセルはフェミニスト、および人権の専門家であり、反対運動への関与活動が高く評価されている。

## 略歴
9歳のとき、両親は30代の男性、ファイズ・アリ・テーマーとの結婚を決定した。だが、定期的に夫に殴られ、レイプされていたため、2か月後の2008年4月2日に家を出た。父親の2番目の妻のアドバイスを受け、離婚を要求するため、1人で法廷に出向いた。半日待っていた時に裁判官のモハメド・アル＝ジャダに気づかれると、ジャダはこの事件を引き受け、父親と夫の両方を拘留した。弁護士のシャダ・ナセルはアリを無料で弁護することに同意した。これはナセルにとって、1990年代にイエメン初の女性による法律事務所の開設から始まった闘争の延長線にあたった。特徴として、女性囚人にサービスを提供することで顧客を増やしていたことにある。
当時のイエメンの法律では結婚が可能な最低年齢が定められておらず、結婚契約書では、『若い花嫁との性交は「準備ができた」とされる未定の時期まで禁止する』と規定されていた。法廷でナセルは「夫がアリをレイプしたため、それは法律に違反しているのではないか」と主張した。裁判官は、3年から5年は時間を割き一旦は一人になって、その後に夫との生活を再開する、と提案したが、ナジュードがそれを拒否したために、2008年4月15日、裁判所は2人の離婚を正式に認定した。同時に、契約に抵触したことに対して元夫が慰謝料250ドルを渡す判決も出ている。裁判直後、サヌア郊外で家族と再会。2008年秋には結婚以来初めて学校に戻り、同時に弁護士になる計画を立てた。
デルフィーヌ・ミノウイによって代筆された回想録は2009年に出版され、使用料は教育費に充てられていたが、ナジュードは定期的な通学を行っていたわけではなかった。
一連の事件によるイエメンに対した世界の否定的な報道を受けて、アリのパスポートは2009年3月に没収された。これによりウィーンで開催されたウーマンズワールドアワードの授賞式への出席が出来なくなった。なお、報道はそれら以外にも、本の収益が実際に家族に送られているかどうかについても疑問を呈している。
2010年、家族とともに購入した2階建て住居に引っ越し、1階で食料品店を経営した。この時、アリと妹は地元の私立学校に通っていた。出版社はイエメンの法律上、お金を直接支払うことができなかったため、自分自身と教育を提供のために、18歳まで毎月1000ドルを父親に提供することに同意した。
英語に翻訳された回想録は翌年の2010年3月に出版された。ニューヨーク・タイムズのコラムニストのニコラス・クリストフは一夫多妻制や、児童婚関連のテロリズムなどにおける社会問題への意識を高めるための作品を称賛し、「ナジュードのような女児は、テロリストを打ち負かす上ではミサイルよりも効果的であることが証明されるかもしれない。」と述べた。実際、その後には約13,000ドルと引き換えに中年男性と結婚し、2009年に離婚を許可された8歳の少女などの、児童婚を無効にする努力を促したと言われている。
2013年、メディア報道陣に、父親が家から追い出し、出版社が支払ったお金のほとんどを差し控えたと報告した。父親は、妹の結婚も決定していたという。そのほか、アリの教育のために提供されたお金を使い2人の新しい妻を購入し、妹を売り、はるかに年上の男性と結婚させたという。なお、アリの元夫は、月に30ドルの扶養料しか払っていなかった。
2015年6月現在、元の名前から、正式ではないものの「隠された」という意味のナジュードから「空の星」を意味するナジュームに変更している。
ハフポストによると、2014年に結婚し、現在2人の子供がいる。教育は当初の通りには進まず、家族は彼女にもっとお金を要求するよう圧力をかけたと言われている。

## 著書
I Am Nujood, Age 10 and Divorced. (2010) ISBN 978-0307589675